# Карл Сейгън
Карл Едуард Сейгън (на английски: Carl Edward Sagan) e американски астроном, астробиолог и популяризатор на науката. Основател на научната дисциплина астробиология в началото на 60-те години на 20. век и предложил идеята за програмата СЕТИ за търсене на извънземен разум. Неговата научна и творческа дейност е пряко свързана с НАСА. Взема активно участие в програмата „Вояджър“.
Сейгън става световноизвестен с научнопопулярните си книги и със съавторството си в телевизионния сериал Космос. Той също така е автор и на романа Контакт, който има екранна реализация от 1997 година с Джоди Фостър в главната роля.

## Биография

### Произход и образование
Роден е на 9 ноември 1934 година в Бруклин, Ню Йорк, САЩ, в еврейско семейство. Баща му Сам Сейгън е работник, имигрант от Каменец Подолски, Украйна, а майка му Рейчъл Моли Грубер е домакиня от Ню Йорк.
Сейгън посещава Чикагския университет, където получава бакалавърска (1955) и магистърска (1956) степен по физика, преди да получи докторска степен по астрономия и астрофизика.

### Научна кариера
В началото на 60-те години никой не знае със сигурност какви са условията на повърхността на планетата Венера и Сейгън изброява възможностите в доклад – неговата представа е, че планетата е суха и много гореща, вместо красивият рай, който други си представят.
Като хоноруван учен в лабораторията за реактивна тяга в НАСА, той допринася за първите мисии „Маринър“ към Венера, работейки по дизайна и мениджмънта на проекта. „Маринър 2“ потвърждава неговата представа за условията на Венера през 1962 година.
Сейгън преподава в Университета в Харвард до 1968, когато се премества в Университета „Корнел“, където става професор през 1971 и управлява лаборатория там. Той най-много допринася за безпилотните космически мисии, изследващи слънчевата система. Той формулира идеята за добавяне на универсално съобщение на космически апарат, предназначен да напусне слънчевата система, което може да бъде разбрано от извънземен разум. Сейгън създава посланието за първото физическо съобщение, което е изпратено в Космоса – златна плоча, прикрепена към апарата „Пайанър 10“, изстрелян през 1972. „Пайанър 11“, също съдържащ плоча, е изстрелян през следващата година. Той продължава да подобрява дизайна и най-обстойното съобщение, което е създадено с негова помощ е златната плоча на „Вояджър“, който е изпратен с космическите сонди „Вояджър“ през 1977.
Сейгън преподава в Корнел курс по критично мислене до смъртта си. Курсът имал ограничен брой седящи места, но въпреки това стотици студенти са се опитвали да го слушат. Той избира около 20 студенти, на които позволява да се запишат като е изчита купища есета за кандидатстване. Курсът спира да се чете след неговата смърт.

### Личен живот
Сейгън е бил женен три пъти. През 1957 г. се жени за биолога Лин Маргулис, от която има две деца – Дориън и Джерами. След като се развеждат се жени за художничката Линда Салцман през 1968 г., от която има едно дете – Ник. По време на тези бракове Карл Сейгън се фокусира силно върху кариерата си – фактор, който допринася за първия му развод.
През 1981 г. Сейгън сключва брак с писателката Ан Друян и двамата по-късно имат две деца – Саша и Самуел. Карл Сейгън и Друян остават заедно до смъртта му на 20 декември 1996 г. Те живеят в египетска възрожденска къща в Итака, Ню Йорк, кацнала на ръба на скала, която по-рано е била седалище на тайното общество Cornell.

## Научни постижения
Сейгън е сред първите, които изказват хипотезата, че спътникът на Сатурн – Титан и спътникът на Юпитер – Европа може да притежават океани (в случая на Европа океан под повърхността) или езера, правейки хипотетичния воден океан на Европа потенциално обитаем. Океанът под повърхността на Европа по-късно е косвено потвърден от космическия апарат „Галилео“.
Той прави допълнителни предположения относно атмосферата на Венера и Юпитер, както и сезонните промени на Марс. Сейгън установява, че атмосферата на Венера е изключително гореща и суха. Той гледа на глобалното затопляне като на растяща заплаха, причинена от хората, и я оприличава на естественото развитие на Венера в гореща, негостоприемна за живота планета благодарение на парниковите газове. Сейгън размишлява по въпроса дали има живот в облаците на Юпитер. Той предполага, че сезонните промени на Марс са вследствие на духан от вятър прах, а не вследствие на растителни промени, както предполагат други.

## Произведения
- 1966 – Sagan, Carl, Jonathon Norton Leonard and editors of Life, Planets. Time, Inc.
- 1966 – I.S. Shklovskii coauthor, Intelligent Life in the Universe. Random House
- 1972 – UFO's: A Scientific Debate. Cornell University Press
- 1973 – Communication with Extraterrestrial Intelligence. MIT Press
- 1973 – Sagan, Carl, et. al. Mars and the Mind of Man. Harper & Row
- 1973 – Jerome Agel съавтор, Cosmic Connection: An Extraterrestrial Perspective. Anchor Press, 1973, ISBN 0-521-78303-8, 301 pgs
- 1974 – Broca's Brain: Reflections on the Romance of Science. Ballantine Books, ISBN 0-345-33689-5
- 1975 – Other Worlds. Bantam Books, 1975
- 1978 – Sagan, Carl, et. al. Murmurs of Earth: The Voyager Interstellar Record. Random House, ISBN 0-394-41047-5, 1978
- 1978 – The Dragons of Eden: Speculations on the Evolution of Human Intelligence. Ballantine Books, 1978, ISBN 0-345-34629-7
Сейгън, Карл. Дракони в райската градина.   София, Изток Запад, 2014. ISBN 978-619-152-498-3.
- 1980 – Cosmos. Random house, 1980. Random House New Edition, 7 май 2002, ISBN 0-375-50832-5, 384 pgs
Сейгън, Карл. Космос.   София, ИК „Бард“, 2004. ISBN 954585538X. с. 350.
- 1985 – Sagan, Carl et. al. The Nuclear Winter: The World After Nuclear War. Sidgwick & Jackson, 1985
- 1985 – Ann Druyan съавтор, Comet. Ballantine Books, ISBN 0-345-41222-2, 496 pgs
- 1985 – Contact. Simon and Schuster; Reissued August 1997 by Doubleday Books, ISBN 1-56865-424-3, 352 pgs
- 1990 – Richard Turco съавтор, A Path Where No Man Thought: Nuclear Winter and the End of the Arms Race. Random House, 1990, ISBN 0-394-58307-8, 499 pgs
- 1993 – Ann Druyan съавтор, Shadows of Forgotten Ancestors: A Search for Who We Are. Ballantine Books, October 1993, ISBN 0-345-38472-5, 528 pgs
Сейгън, Карл и др. Сенките на забравените прадеди – корените на човешкия вид!.   София, ИК „Бард“, 2003. ISBN 9545854979. с. 560.
- 1994 – Pale Blue Dot: A Vision of the Human Future in Space. Random House, November 1994, ISBN 0-679-43841-6, 429 pgs
- 1996 – The Demon-Haunted World: Science as a Candle in the Dark. Ballantine Books, March 1996, ISBN 0-345-40946-9, 480 pgs
Сейгън, Карл. Свят, населен с демони.   София, ИК „Бард“, 2009. ISBN 9789546550125. с. 512.
- 1997 – Ann Druyan съавтор, Billions and Billions: Thoughts on Life and Death at the Brink of the Millennium. Ballantine Books, June 1997, ISBN 0-345-37918-7, 320 pgs
Сейгън, Карл. Милиарди и милиарди.   София, ИК „Бард“, 2005. ISBN 9545856408. с. 288.
- 2006 – The Varieties of Scientific Experience: A Personal View of the Search for God. 1985 Gifford lectures, Penguin Press, 2006, ISBN 1-59420-107-2, 304 pgs